# 胡斯战争
胡斯戰爭（德語：Hussitenkriege），又名波希米亞戰爭，發生於1419年7月30日至1434年5月30日，起因於神聖羅馬帝國領地波希米亞的宗教改革家揚·胡斯在康士坦斯大公會議中，被天主教會判決為異端並以火刑處死，引起支持他的地方貴族及民眾起兵對抗天主教會以及支持天主教的神聖羅馬帝國中央政府；在戰爭初期到中期，由於在扬·杰式卡的領導以及波希米亞當地的兵器工業支援下，胡斯信徒屢次擊敗帝國軍；然而在傑式卡染病去世以及組織內部發生分裂的情況下，胡斯信徒逐漸屈居劣勢，繼承傑式卡的塔博爾派統帥普洛科普也在1434年的利帕尼之戰戰死，最後胡斯黨人仍被神聖羅馬帝國所鎮壓。

## 過程
1415年，神聖羅馬帝國諸侯國波希米亞的宗教改革家揚·胡斯在康斯坦茨宗教會議中被羅馬教廷判決為異端並以火刑處死後，引起支持胡斯的地方貴族及民眾對教廷激烈抗議，最後教廷對波希米亞發佈「禁行聖事」的處罰禁令。1419年，在神聖羅馬君主（只當選羅馬人民的國王，未就任帝位）兼波希米亞國王瓦茨拉夫四世斡旋下，終於讓禁令解除，然而原本以胡斯信徒為主的布拉格市議會卻遭到解散，還有人被逮捕，代之而起的是以天主教為主的新市議會。胡斯信徒非常憤怒，同年7月30日，部份激進的胡斯信徒在神父揚·柴利夫斯基的率領下走上街頭示威遊行，人潮聚集至新市政廳前的查理廣場，要求釋放被逮捕的胡斯信徒。隨著遊行群眾情緒的高漲，也益發激起反胡斯派的不滿，突然有人由市政大廳的窗口向胡斯信徒丟擲石塊，立刻引爆了一觸即發的情勢。狂怒的激進份子衝進新市政廳，在群眾的鼓譟煽動下，將市長及市議員共7人自新市政廳拋出窗外向樓下一大群手持長矛的抗議者，七人全部死亡，此即為「第一次布拉格拋窗事件」。之後暴動更加激烈，開始攻擊天主堂及相關人物，導致神聖羅馬帝國出兵鎮壓，胡斯信徒也全面叛亂，長達15年的胡斯戰爭正式引爆。
1419年，胡斯黨人推舉貴族揚·傑式卡領導布拉格起義，反對新任的神聖羅馬帝國皇帝及波希米亞國王西吉斯蒙德。戰爭前期傑式卡擔任軍事統帥，於1420年7月率部在布拉格城郊維科山粉碎西吉斯蒙德發動的第一次十字軍征討，此戰稱為維科山戰役。1422年初傑式卡領導胡斯軍，在庫特納霍拉和涅梅茨布羅德交戰中，採用迂迴包圍戰術，再次擊敗第二次十字軍進攻。
1424年10月11日，傑式卡在率軍圍攻普日比斯拉夫時死於瘟疫。普洛科普承繼了他的統帥地位，繼續對抗天主教會以及支持天主教的神聖羅馬帝國。
1430年代初，胡斯黨人分裂為聖杯派和塔博爾派，也稱作溫和派和激進派。經濟和政治上較穩固的聖杯派開始與封建天主教陣營勾結。貧民革命軍成了聖杯派前進道路上的障礙，市民階級和貴族公開背叛人民，其力量已佔三倍優勢。溫和的聖杯派在長期鬥爭中，已掌握了波希米亞經濟，基本實現了他們的主張，他們不能容忍激進的塔博爾派（由普洛科普領導）的繼續發展威脅到自身的利益，就轉而投向敵人來反對塔博爾派。

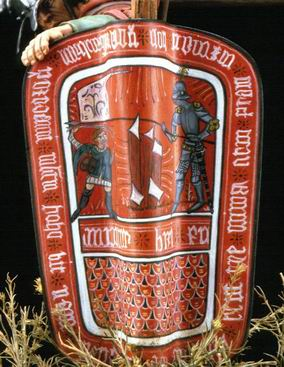
胡斯派的士兵盾牌

1432年12月，在巴塞爾宗教會議上，天主教與聖杯派秘密談判，聖杯派的基本要求得到一定的保證後，他們就背叛了塔博爾派。1432年5月，聖杯派在天主教會和皇帝的支持下，在利帕尼與塔博爾派進行了會戰。聖杯派出動了步兵二萬五千人，騎兵數千人，戰車六百輛，而塔博爾派只得步兵一萬，騎兵八百騎和戰車三百六十輛迎敵。聖杯派以優勢兵力佯作強攻，繼而退卻，普洛科普判斷失誤，把敵人偽裝的撤退當作真正的潰逃，就向敵人猛烈地撲去，從而削弱和破壞了大車防禦工事的防守。這時，敵軍騎兵突然攻擊塔博爾軍的側翼，並襲擊了幾乎毫無防禦的營地，塔博爾騎兵將領恰克率領騎兵臨陣脫逃，導致全軍的潰敗，普洛科普等陣亡。
利帕尼之戰標誌著胡斯戰爭的基本結束。塔博爾派的殘部一直堅持到了1437年，在西翁之戰中才被殲滅，塔博爾城則維護了相對的獨立，直到1452年才陷落。